# Scooby-Doo e la scuola del brivido
Scooby-Doo e la scuola del brivido (Scooby-Doo and the Ghoul School) è un film d'animazione per la televisione del 1988 diretto da Charles A. Nichols, ispirato alla serie TV Scooby-Doo.
Prodotto dalla Warner Home Video, è stato distribuito negli Stati Uniti d'America nel 1988. Il film è andato in onda per la prima volta su Rai 1 il 9 ottobre 1991 con il titolo Scooby-Doo e la scuola dei mostri con il quale viene ancora oggi mandato in onda, a volte, su Italia 1.
Il film è l'ottavo capitolo della serie Hanna-Barbera Superstars 10 composta da dieci film di novanta minuti l'uno prodotta nel 1987 e 1988.

## Trama
Scooby-Doo, Shaggy e Scrappy-Doo stanno andando alla scuola di rifinitura per ragazze di Miss Grimwood, dove sono state assunti come insegnanti di ginnastica. Tuttavia, una volta lì, scoprono che in realtà è una scuola per figlie di esseri paranormali. Le allieve includono Sanguigna, figlia del conte Dracula; Elsa Frankenstein, la figlia di Frankenstein Sr.; Winnie, la figlia del Lupo Mannaro; Phanty, la figlia spettrale di un fantasma; e Tanis (dal nome di una città egiziana), la figlia della Mummia. Altri residenti includono una mano bianca fluttuante; un polpo maggiordomo; uno squalo a due teste che vive nel fossato della scuola; Gambe, un ragno che aiuta con l'imminente partita di pallavolo; Miss Grimwood, la direttrice, e il suo minuscolo drago domestico Cerino. Spaventati da quest'ultimo, Shaggy e Scooby inizialmente esitano, ma alla fine accettano di rimanere come insegnanti di ginnastica.
La mattina seguente inizia con la classe e i nuovi insegnanti che prendono lezioni di danza classica. Alla lezione di ginnastica, le ragazze per la loro prossima partita di pallavolo contro i ragazzi della vicina Accademia Militare Calloway. I ragazzi truccano la pallavolo con un telecomando, ma a causa di uno schizzo accidentale di ketchup, i ragazzi perdono il telecomando. Scooby ingoia accidentalmente il telecomando e permette invece alle ragazze di vincere.
I padri delle ragazze vengono per una festa all'aperto la notte di Halloween. Sebbene Scooby e Shaggy temono di rimanere intrappolati in una casa piena di fantasmi e mostri, i padri sono amichevoli ed educati e la festa è un successo. Prima di partire, i padri avvertono Shaggy e Scooby, di non lasciare che le loro figlie subiscano danni, per timore che debbano affrontare gravi conseguenze.
Una strega assetata di potere di nome Revolta e il suo servitore, Piovra, pianificano di rapire le ragazze e renderle sue schiave. Inizia ipnotizzando Shaggy affinché porti le ragazze in gita nella palude sterile. Cerino vuole venire con loro ma gli viene detto di restare. Lo stesso giorno, i cadetti di Calloway sono nella palude. Durante un'escursione, i cadetti sono bloccati nelle sabbie mobili ma vengono salvati da Elsa e Tanis. Nel frattempo, i pipistrelli ragno di Revolta catturano lentamente le ragazze una per una. Revolta e Piovra catturano le ragazze e Revolta crea una pozione che le renderà malvagie per sempre allo scoccare della mezzanotte. Per capirlo, Scooby, Scrappy, Shaggy e Cerino, che li raggiunge, si dirigono verso il castello di Revolta. Scrappy cerca di convincere i cadetti a unirsi a loro, ma si rifiutano essendo ancora arrabbiati per la sconfitta subita a pallavolo. Arrivando al castello, la banda affronta un malvagio mostro specchio che può cambiare la sua forma per assomigliare alle versioni malvagie di coloro che guardano il suo specchio, un gigantesco abitante del pozzo e la stessa Revolta. 
Quando l'orologio suona la mezzanotte, Revolta dà alle ragazze la pozione attraverso l'asciugacapelli che ha effetto immediato. Tuttavia, Scooby e Shaggy riescono a interrompere il processo e invertire accidentalmente l'effetto della pozione. Elsa quindi lancia la bacchetta di Revolta nella pozione che la strega stava preparando e il castello inizia ad esplodere senza via d'uscita. All'ultimo secondo, i cadetti appaiono su un elicottero a pedali, che provano rimorso per aver trattato le ragazze come avevano fatto in passato e le rispettano per avergli salvato la vita. Mentre tutti volano via, Revolta tenta di inseguirli con Piovra con i suoi manici di scopa volanti ma l'energia generata dalla pozione travolge sia Piovra che Revolta che precipitano a terra annientati del tutto mentre Scooby e Shaggy se la ridono. 
Poco dopo, i cadetti e le ragazze della Grimwood organizzano una festa per celebrare la sconfitta di Revolta e l'eroismo di tutti. Nonostante siano benvoluti da tutti i loro studenti, Shaggy e Scooby scappano terrorizzati quando nuovi mostri; come un alieno, la Creatura della Laguna Nera e Godzilla Kaiju, iscrivono le proprie figlie alla scuola per l'anno successivo. Mentre se ne vanno, vedono le ragazze e Cerino salutarli. Shaggy, Scooby e Scrappy poi ululano loro un saluto prima di allontanarsi nella notte.

## Doppiaggio

### Doppiatori originali
- Don Messick: Scooby-Doo; Scrappy-Doo
- Casey Kasem: Shaggy Rogers
- Glynis Johns: Miss Grimwood
- Susan Blu: Sanguinia
- Marilyn Schreffler: Winnie
- Pat Musick: Elsa
- Russi Taylor: Fanti
- Patty Maloney: Tanis
- Ronnie Schell: Colonnello Calloway
- Aaron Lohr: Miguel
- Scott Menville: Tug Roper
- Remy Auberjonois: Baxter
- Bumper Robinson: Jamal Winters
- Jeff B. Cohen: Grunt
- Ruta Lee: Revolta
- Frank Welker: Cerino; lupo mannaro
- Zale Kessler: Dracula; Frankenstein
- Hamilton Camp: Fantasma
- Andre Stojka: Mummia; Piovra

### Doppiatori italiani
- Enzo Consoli: Scooby-Doo
- Willy Moser: Shaggy Rogers
- Roberto Del Giudice: Scrappy-Doo
- Graziella Polesinanti: Miss Grimwood
- Laura Boccanera: Sanguinia
- Antonella Rendina: Winnie
- Laura Lenghi: Elsa
- Elisabetta Spinelli: Fanti
- Antonella Baldini: Tanis
- Stefano Mondini: Colonnello Calloway
- Massimo Corizza: Miguel
- Rory Manfredi: Tug Roper
- Barbara De Bortoli: Baxter
- Rodolfo Bianchi: Cerino; lupo mannaro; fantasma
- Franco Zucca: Dracula
- Renato Montanari: Frankenstein
- Marcello Mandò: Mummia
- Wladimiro Grana: Piovra